# Ingeborg Sörensen

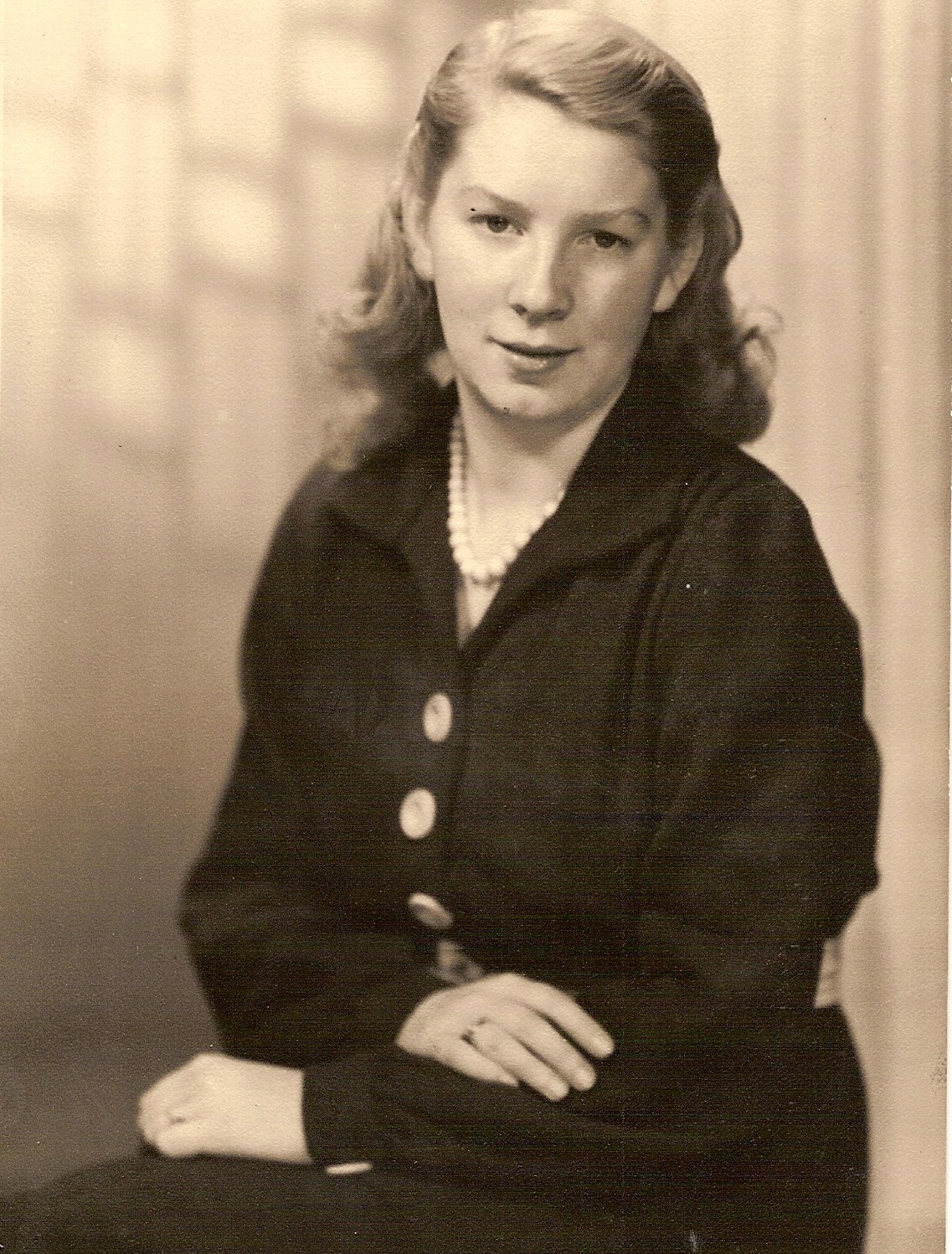
Ingeborg Sörensen im Jahr 1944

Ingeborg Charlotte Sörensen (* 17. April 1923 als Ingeborg Charlotte Sörensen, Autorenname Ingeborg Sörensen, in Altona, Preußen; † 10. August 2018 in Bremerhaven) war eine niederdeutsche Autorin, Dolmetscherin, Übersetzerin, Lehrkraft für Italienisch an der Volkshochschule und Verfasserin der ersten Italienisch-Lehrwerke nach 1945 (Klett-Verlag, Stuttgart).

## Werdegang
Ihr Vater war der Graveur Otto Karl Sörensen (* 2. Juli 1889, Altona; † 13. März 1968, Hamburg), ihre Mutter Sophie Karoline Christine Sörensen, geb. Ellermann (* 13. Januar 1905, Altona; † 13. Juni 1993, Jevenstedt). Ihre Urgroßeltern väterlicherseits stammten aus Sønderborg (heute Dänemark, damals Preußen).
Sie besuchte 7 Jahre Volksschule, machte Fotografenlehre in Hamburg, und nahm Italienischkurse an der Volkshochschule Hamburg. Intensive autodidaktische Fortbildungen erhielt sie in: Maschinenschreiben auf der damals noch mechanischen Schreibmaschine, die sie lebenslang im Vier-Finger-System, manchmal 15 Stunden am Tag, benutzte; Teilnahme am Fernunterricht für angehende Schriftsteller; Besuche von Tagungen niederdeutscher Schriftsteller: Bevensen Tagung e.V.
Vor dem Zweiten Weltkrieg war die Nachfrage nach Italienisch noch sehr gering und es gab entsprechend wenige Dolmetscher, Übersetzer und Lehrer. Ingeborg Sörensen arbeitete nach ihrer Fotografenlehre während des Kriegs ein Jahr als Korrespondentin für Italienisch bei dem Mailänder Averoldi in Bremen, dann als Dolmetscherin beim Flugzeugbauer Dornier in Lübeck. 1944 wechselte sie als Dolmetscherin und Übersetzerin an die ital. Botschaft in Berlin (wiederum für ital. Militärinternierte). Kurz vor Kriegsende schloss sie sich einigen Botschaftsangehörigen an, um nach Italien zu gelangen.

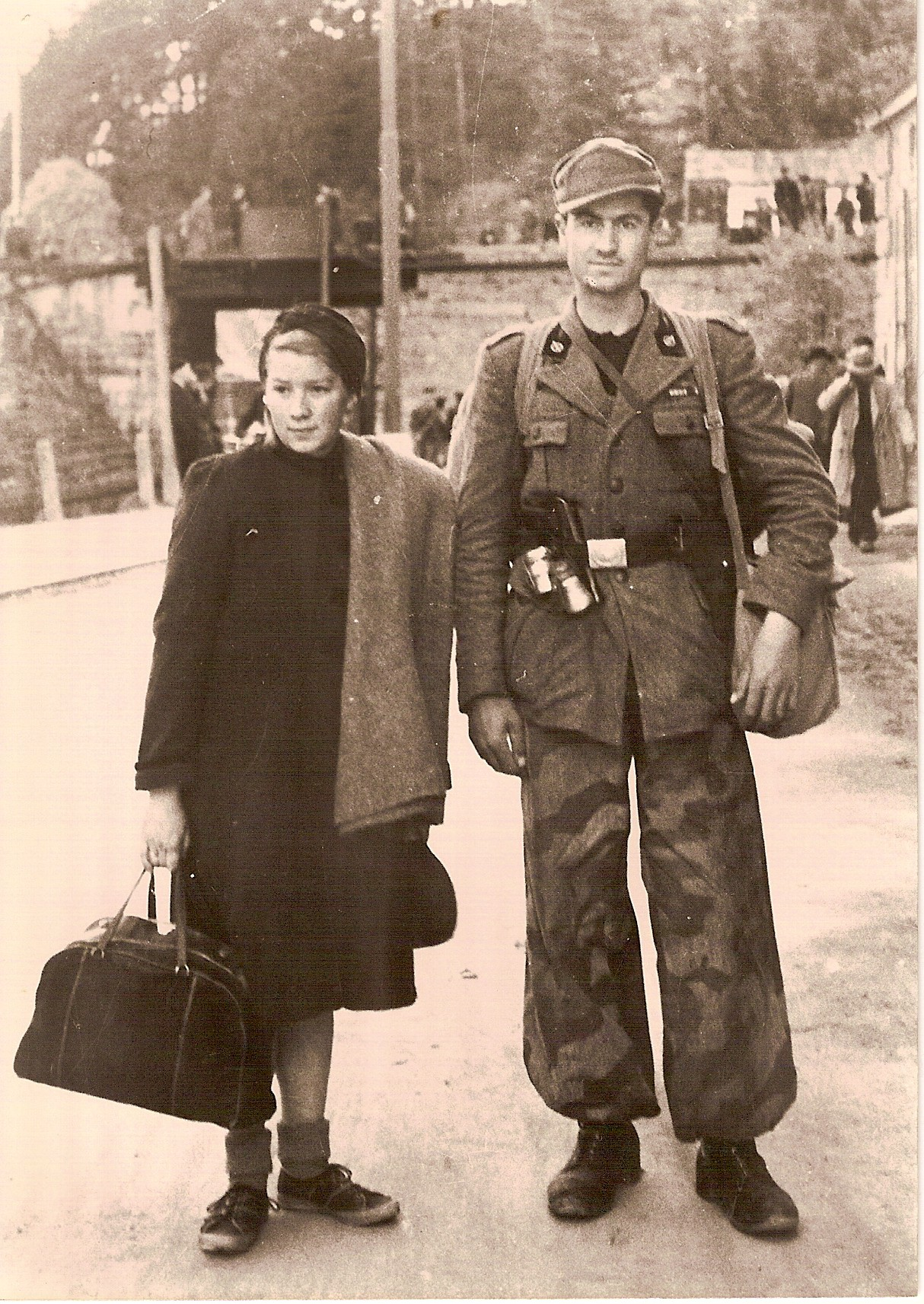
Ingeborg Sörensen mit Sebastiano Triscari am Brenner (österreichisch-italienische Grenze)

Unterwegs kam es durch die Wirren zum Ende des Kriegs in Grafenwöhr (Oberpfalz/Nordbayern) zu verheerenden Bombardements, bei denen I. Sörensen ihre letzten Habseligkeiten, einschließlich ihrer Tagebücher und ital. Wörter- und Lehrbücher, verlor. In München begegnete sie dem jungen ital. Soldaten Sebastiano Triscari-Barberi (* 27.06.1922, Sceti/Tortorici/Messina; † 13.10.1945, Bronte/Sizilien), dessen Schutz sie sich anvertraute, um mit ihm zusammen die Flucht nach Italien anzutreten. Sie gingen zunächst nach Verona, wo beide sofort gute Arbeit fanden, aber. S. Triscari-Barberi zog es zurück zu seinen sizilianischen Wurzeln, Er war wohl schon als 17-jähriger eingezogen worden und wurde zuletzt als Kurier zwischen Mussolinis Lager in Saló am Gardasee und der ital. Botschaft Berlin eingesetzt. Es gelang ihm dann aber nicht mehr, sich wieder ins normale Zivilleben einzufinden, und so wurde er schon bald in Bronte, Provinz Messina, wohl durch die Mafia, erschossen aufgefunden.
I. Sörensen floh aber schon vor seinem Tod allein und unter erneut dramatischen Umständen nach Rom, weil sie sich mit der bäuerlichen sizilianischen Lebensweise nicht anfreunden konnte. Sie fand nunmehr bei den Kaiserswerther Schwestern (Diaconesse Germaniche), in der Via Farnese 10 Hilfe. 5 Monate später brachte sie ihre Tochter Claudia Sörensen (Autorenname Sofia Sörensen) in Grottaferrata zur Welt, wo sie in einer deutschfreundlichen Familie eine Anstellung als Hausmädchen gefunden hatte.
Nach einer Weile ging sie wieder nach Rom zurück und fand als Dolmetscherin in einer staatlichen Verwaltungsstelle, dem Schedario Mondiale, der im Quirinalspalast untergebracht war, wieder eine angemessene Büro-Tätigkeit. Ihre dramatische Fluchtgeschichte und weitere Vita sind nachzulesen in „Ingeborgs Flucht nach Italien“ (ISBN 978-3-84-236314-4). In Positano begegnete sie dem Schriftsteller Stefan Andres, der sie wiederholt zur Schriftstellerei ermutigte und ihr Ratschläge gab.

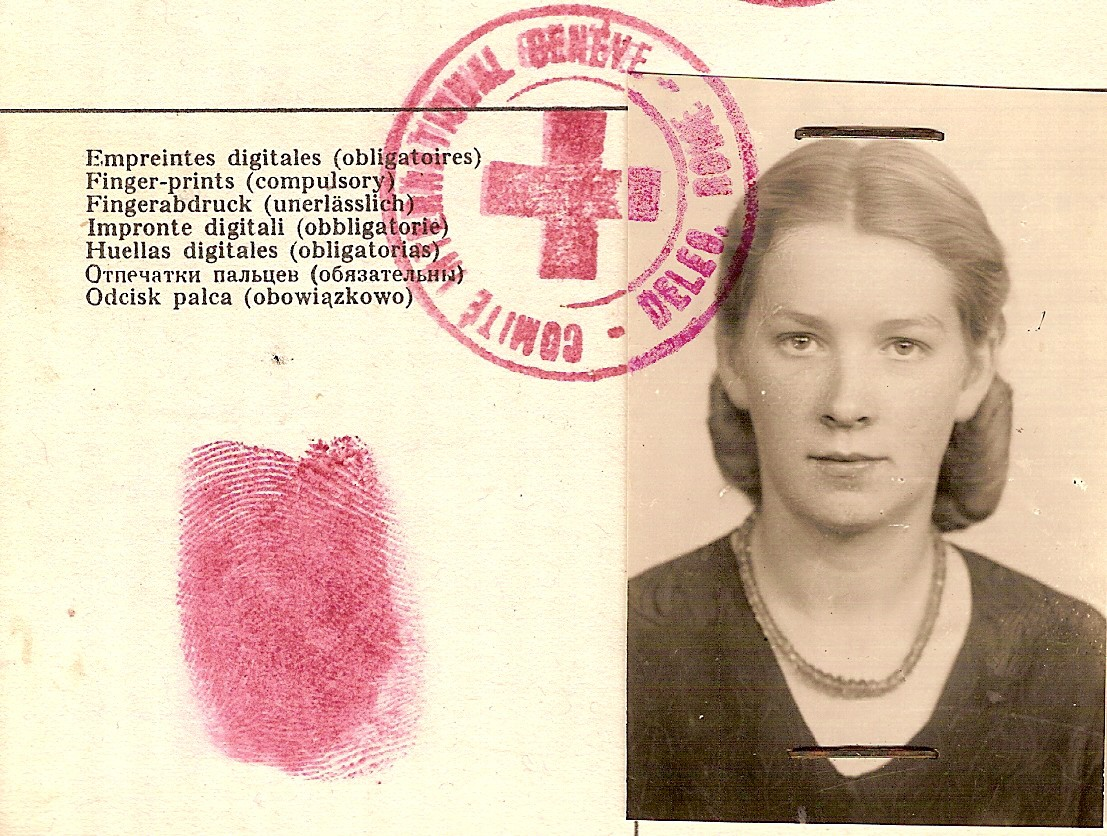
Flüchtlingsausweis des Roten Kreuzes, 20.04.1945

Ab 1949 lebte sie wieder in Hamburg, wo sie ihren eigenen Lebensunterhalt aber auch den ihrer Tochter sowie ihrer Mutter durch Übersetzungs- und Dolmetscherarbeiten im Büro bestritt, während ihre Großeltern und ihre Mutter sich um das Kind kümmerten. Nach Feierabend gab sie Privatstunden für Italienisch und Sprachkurse im Sprachenclub Pro Linguis in Hamburg und machte nachts häufig Übersetzungen für diverse Auftraggeber. Aufgrund des noch länger anhaltenden Mangels an Italienischfachkräften war I. Sörensen sehr gefragt als Dolmetscherin an der Hamburgischen Staatsoper, an Gerichten, in der Aktuellen Schaubude des Fernsehens beim Besuch von Sofia Loren, Sergio Leone u. a., beim Bundeskanzler Helmut Schmidt anlässlich eines Zeitungsinterviews, bei mehreren Hamburger Bürgermeistern usw. Sie wurde auch zum Corriere della Sera nach Mailand geholt.
I. Sörensen verfasste im Laufe der 50er Jahre ihr erstes Italienisch-Lehrwerk, das nach Überarbeitungen vom Klett-Verlag übernommen wurde. Es folgten weitere Lehr- und Nachschlagewerke.
Die Nachfrage war zu Anfang verhalten, da man in Deutschland zu Italienern und Italienisch unmittelbar nach dem für Deutschland verlorenen Krieg noch ein gespaltenes Verhältnis hatte; Italien wurde aufgrund seines Ausstiegs aus der Deutsch-Italienischen Allianz (1943) später für die dt. Niederlage mitverantwortlich gemacht. Das bekam aber vor allem ihre Tochter bis zu ihrer eigenen Schulentlassung schmerzhaft zu spüren. Im Laufe der Jahre allerdings wurde I. Sörensens Italienisch-Lehrwerk in vielen Volkshochschulen Deutschlands eingesetzt und es setzte ungebremste Reiselust nach Italien ein. Claudia Sörensen bzw. Sofia Sörensen (Autorenname) beschreibt die dramatischen Verfolgungsjagden auf sich in mehreren bei Books on Demand, Norderstedt erschienenen Büchern sowie auf zwei Websites.

## Plattdütsch schall leven! - Plattdeutsch soll leben!

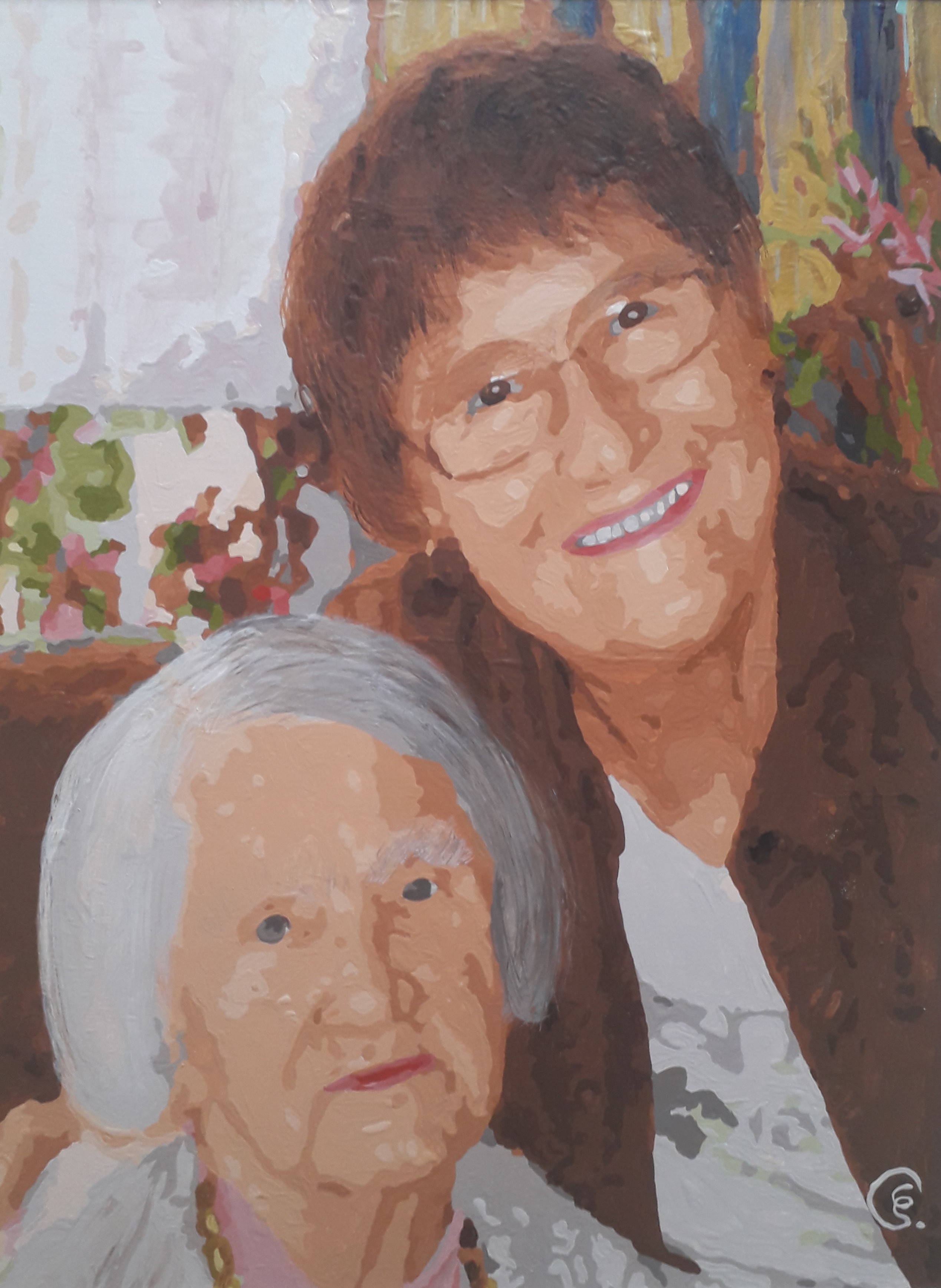
Ingeborg Sörensen mit ihrer Tochter Claudia Sofia Sörensen auf einem Gemälde im Jahr 2006, gemalt mit Schipper "Malen-nach-Zahlen" von Claudia Sofia Sörensen.

Ingeborg Sörensen veröffentlichte rund 15 niederdeutsche Hörspiele sowie ein niederdeutsches Theaterstück: "Naver un Fründ", das im Mahnke-Verlag verlegt wurde. Ihr niederdeutscher literarischer Nachlass ist im Institut für Niederdeutsche Sprache e.V. in Bremen verwahrt.

## Privates
Im Alter von 44 Jahren lernte sie Hans Gurr (*16.01.1910; † 10.04.1971) kennen. Hochzeit war im Jahr 1969. Er stammte aus Mecklenburg-Vorpommern, war Maschinist zur See gewesen, arbeitete aber bereits seit Jahrzehnten an Land. Er verstarb im April 1971 an Magenkrebs und Ingeborg hieß fortan Ingeborg Charlotte Gurr-Sörensen.

## Die letzten Jahre
Sowohl mit ihrem im Büro erworbenen Lohn als "nebenbei" auch vom Erlös aus ihren Büchern und ihren fleißigen Nebentätigkeiten als Italienischlehrerin, Übersetzerin und Dolmetscherin, sowie als niederdeutsche Schriftstellerin, erwarb sich Ingeborg Sörensen 1964 ein Reihenhaus in der Niendorfer Höhe 26 in 22453 Hamburg, wo sie bis 2015 lebte.
Möglicherweise wird es bald in Hamburg eine Straße mit ihrem Namen geben. Ferner sollte sie bei Wikipedia in die Liste niederdeutscher Schriftsteller aufgenommen werden.
Die seit 2004 an Altersdemenz leidende I. Sörensen hat ihre letzten 3 Lebensjahre mit ihrer Tochter in Bremerhaven verbracht. Auch darüber ist ein Büchlein entstanden: "Leben mit meiner dementen Mutter". Und auch in ihrer Demenz blieb Ingeborg Charlotte Sörensen stets ein sehr freundlicher und umgänglicher Mensch.

## Übersicht über ihre Werke

### Lehrbücher der Italienischen Sprache
- Einführung in die italienische Sprache (Lehrbuch - Klettverlag), ISBN 978-3-12-526200-3
- Zusätzliche Übungen, ISBN 978-3-12-526250-8
- Schlüssel zum Lehrbuch, ISBN 978-3-12-526230-0
- Buon Giorno, Italia - von Lydia Vellaccio und Ingeborg Sörensen (Klettverlag), ISBN 978-3-12-565300-9
- La casa nuova - Scenette di vita italiana contemporanea (Lesebuch), ISBN 978-3-12-565500-3
- Andiamo in Italia von Christobel Towler, Teresa Della Torre, Ingeborg Sörensen, ISBN 978-3-12-565200-2
- Grundwortschatz Deutsch. Französisch, Italienisch, Englisch, Spanisch, Russisch von Heinz Oehler, Carl Heupel, Italienischteil von Ingeborg Sörensen, ISBN 978-3-12-519650-6

### Niederdeutsche Werke

#### Volksstück: Naver un Fründ
In diesem Stück schildert Ingeborg Sörensen in schriftstellerischer Freiheit das Kennenlernen ihrer geliebten Großmutter mit Kurt Enke, deren 5. Ehemann (fünften Ehemann!). Mit ihm war sie allerdings 33 Jahre und bis zu ihrem Lebensende verheiratet. Sie hatte vorher eben immer wieder Pech gehabt.
Verden/Aller: Mahnke, [1980]. - 81 S. - (Speeldeel [SP]; 825) - UA: Niederdeutsches Theater Bremen, 01.04.1981, Itzehoer Speeldeel, Niederdeutsches Theater Braunschweig
Rez.: W. Teich in: QU 71,1981,251-252. - H.Linder in: QU 72,1982,53-54 - PBuB-ID: 8863 - Quelle: LnA; BVB

### Niederdeutsche Hörspiele im NDR
(nach Erscheinungsdatum)
- Twee linke Hannen - (Zwei linke Hände) In diesem Hörspiel wird in schriftstellerischer Aufarbeitung das Leben ihres Bruders, Harald Otto Sörensen (*09.03.1934), geschildert. Er lebt seit 2007 in einem Seniorenheim in Jersey City und ist inzwischen amerikanischer Staatsbürger. Es spielt allerdings auch der Charakter ihrer Tochter Claudia Sofia mit in dieses Hörspiel hinein. Schriftstellerische Freiheit eben! NDR(RB)1.3.1971 - Rez: Ulf Bichel in Quickborn 61,1971,89-90
- Een in'n Sinn - (Einen im Sinn) NDR (RB) 10.7.1972
- Uteneenleevt (Auseinandergelebt) NDR (RB) 7.5.1973 - Rez: Jochen Schutt in: Quickborn 63, 1973,119-120
- Butenvör - (Außenvor) RB (NDR) 30.9.1974 - Rez: Volker Holm in: Quickborn 65,1975,30-31
- Wi sitt dormit an - (Wir sitzen damit an) RB (NDR) 13.10.1975 - Rez: Ulf Bichel in: Quickborn 66,1976,31
- Een Stück Leben - (Ein Stück Leben) RB (NDR) 8.11.1976Rez: Volker Holm in: Quickborn 67,1977,45-46

- Wi kennt uns nich - (Wir kennen uns nicht) RB (NDR) 21.11.1977, WDR 9.3.1981 - Rez: Joachim Hartig in: Quickborn 68,1978,112
- Nich för hunnertdusend Mark - (Nicht für hunderttausend Mark) RB (NDR) 28.7.1980 - Rez: Georg H. Peters in: QU 70,1980,328-329 - Quelle: 80,1067
- Supersauriers - (Supersaurier) RB (NDR) 6.9.1982 - Rez: Willy Diercks in: Quickborn 73,1983,77-78
- Breeven ut San Franzisco - (Briefe aus San Franzisco) RB (NDR) 12.11.1984 - Rez: Willy Diercks in: Quickborn 75,1985,54-56
- De drüdden Tähn - (Die dritten Zähne) RB (NDR) 3.6.1985
- All mien Leven - (All mein Leben) RB, NDR 15.01.1988 - Rez.: in QU 78,1988,121-122 - Quelle: 88,1579
- Wo geiht dat lang? - (Wo geht es längs?) RB 03.03.1989 - Rez.: in QU 79,1989,328-329 - Quelle: 89,1605
- Koken backen kann se - (Kuchen backen kann sie) Sendedatum unbekannt